# Калистов, Анатолий Михайлович
Анатолий Михайлович Калистов (14 апреля 1925 — 5 февраля 1997) — передовик советского машиностроения, старший мастер Марийского машиностроительного завода Министерства радиопромышленности СССР, город Йошкар-Ола, Герой Социалистического Труда (1975).

## Биография
Родился в 1925 году в деревне Ращеп (ныне — Новгородский район Новгородской области).
В начале Великой Отечественной войны был эвакуирован в Йошкар-Олу. Прибыл 26 февраля 1942 года и был направлен на учёбу в ремесленное училище. По завершении обучения в 1942 году начал трудовую деятельность токарем, а затем наладчиком и мастером цеха № 20 завода № 297. В 1957 году окончил Марийский радиотехнический техникум.
С 1964 по 1977 годы старший мастер Марийского машиностроительного завода Министерства радиопромышленности СССР. Отличался большими способностями и профессиональным мастерством.
Указом Президиума Верховного Совета СССР от 8 сентября 1975 года (закрытым) за достижение высоких показателей в производстве Анатолию Михайловичу Калистову было присвоено звание Героя Социалистического Труда с вручением ордена Ленина и медали «Серп и Молот».
В 1976 году возглавил Йошкар-Олинский общественный университет наставников молодёжи. Трудился на заводе до выхода на заслуженный отдых. С 1985 года на пенсии.
Проживал в городе Йошкар-Ола. Умер 5 февраля 1997 года. Похоронен на Туруновском кладбище.

## Награды
За трудовые и боевые успехи был удостоен:
- золотая звезда «Серп и Молот» (08.09.1975)
- орден Ленина (08.09.1975)
- Орден Трудового Красного Знамени (20.06.1951)
- другие медали.

## Память
- На здании АО «Марийский машиностроительный завод» (Йошкар-Ола, улица Суворова, 15) установлена мемориальная доска в память о Герое Калистове А. М.